# Воля-Захаряшовска
Воля-Захаряшовска (пол. Wola Zachariaszowska) — село в Польше в сельской гмине Зелёнки Краковского повета Малопольского воеводства.
Село располагается в 11 км от административного центра воеводства города Краков.
В 1975—1998 годах село входило в состав Краковского воеводства.

## Население
По состоянию на 2013 год в селе проживало 645 человек.
| 2010 | 2013 |
| ---- | ---- |
| 560  | 645  |

| Перепись  | Всего   | Всего | Женщины | Женщины | Мужчины | Мужчины |
| --------- | ------- | ----- | ------- | ------- | ------- | ------- |
| Единицы   | человек | %     | человек | %       | человек | %       |
| Население | 645     | 100   | 339     |         | 306     |         |

## Социальная структура
В селе действуют начальная школа имени Юзефа Пилсудского и гимназия, предназначенная для учащихся окрестных населённых пунктов.